# Јакоб Бакема
Јакоб Беренд (Јап) Бакема (хол. Jacob Berend Bakema; Гронинген, 8. март 1914 — Ротердам, 20. фебруар 1981) био је холандски архитекта, познат по ангажованости на реконструкцији Ротердама после Другог светског рата који је стварао у стилу касне модерне архитектуре.

## Биографија
У годинама 1931—1936. завршио је студије на вишој индустријској школи у Гронингену. Одлучио је да постане архитекта и 1941. завршио је академију за архитектуру на Делфском техничком универзитету, где је један од предавача био Мартин Стам. Запослио се у Министарству за јавне радове у Амстердаму. У години 1955.-ој био је секретар „CIAM“-а (Congrès International d'Architecture Moderne), а био је и члан напредне групе “Team 10”.
Бакема је сумирао своје урбанистичке и архитектонске идеје до представе о „arhitekturbanism“ и цели идеалистички простор скоро космолошки изглед на људски локалитет и битисање.
У складу са „CIAM“ линијом истраживао је у новим стамбеним четвртима и хтео је да створи нови пут у градском дизајну. Они су аплицирали погледе на стамбнене четврти и визуелно су хтели да стварају нове стамбене типове и организовати основе за град функције.
Од 1964. године деловао је као професор на Делфском техничком универзитету а затим и од 1965—1978. као професор на универзитету за уметност у Хамбургу, и гостује на универзитетима у САД (Вашингтонски универзитет и универзитет у Илиноису у Кембриџу (Хавардски универзитет) и даље је предавао у Единбургу, Кракову, Варшави, Берлину, Венецији и Риму.